# Radio F.R.E.I.

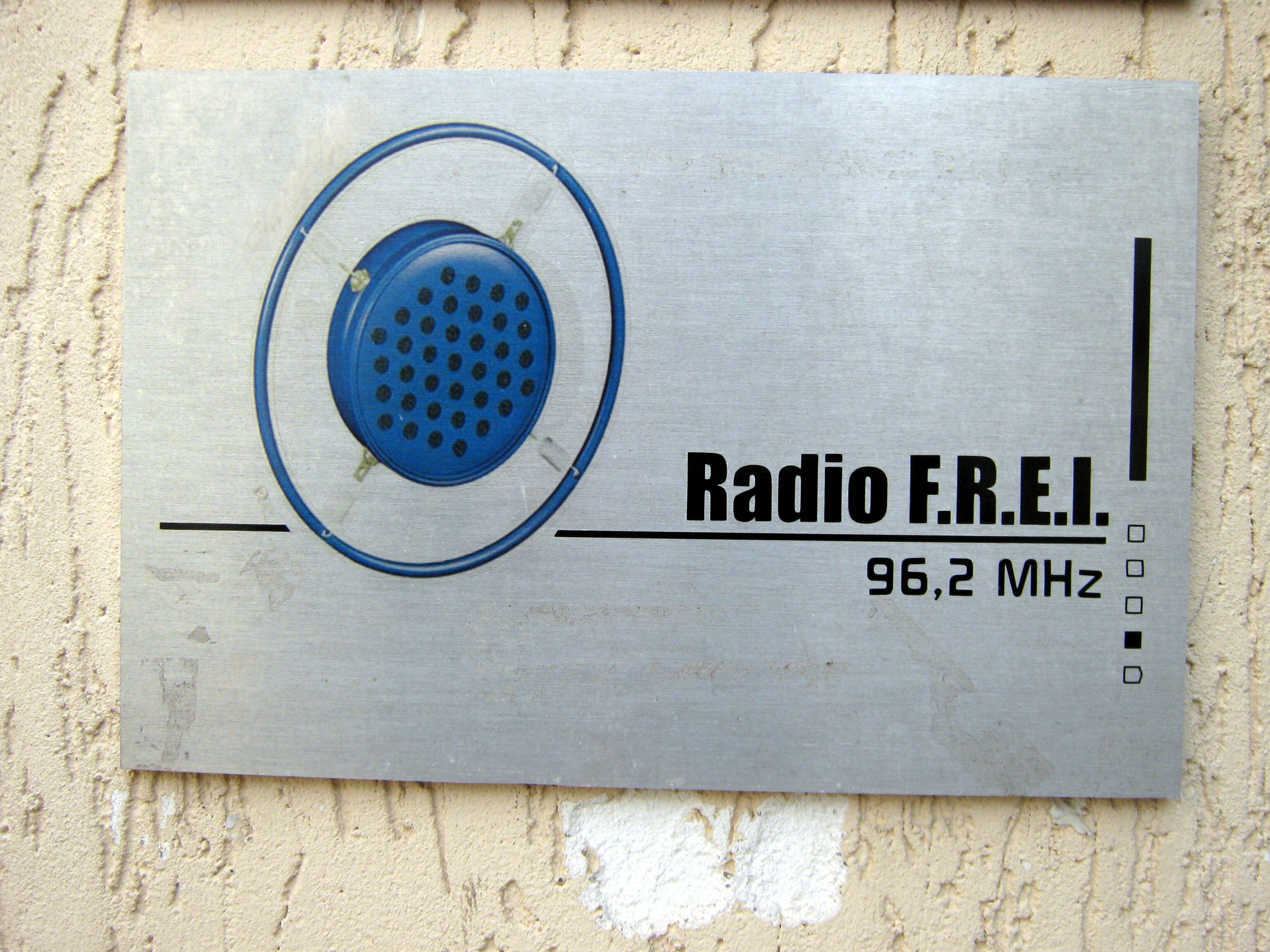
Radio F.R.E.I. in der Erfurter Johannesstraße

Radio F.R.E.I. (Freier Rundfunk Erfurt International) ist ein Freies Radio in Erfurt.

## Geschichte
Es entstand im Sommer 1990 im Umfeld der Erfurter Bürgerbewegung als erstes Freies Radio Thüringens und eines der ersten Freien Radios der DDR. Radio F.R.E.I. strahlte seine erste Sendung am 29. September 1990 aus. Aufgrund fehlender gesetzlicher Grundlagen galt es zu dieser Zeit als Piratensender.
Am 28. Mai 1999 wurde Radio F.R.E.I. durch die Thüringer Landesmedienanstalt (TLM) zugelassen und strahlte bis Ende Mai 2015  wöchentlich 74 Stunden Programm auf der terrestrischen UKW-Frequenz 96,2 MHz aus. Seit 1. Juni 2015 sendet Radio F.R.E.I. ein Vollprogramm und ist in Erfurt von Montag bis Freitag von 06:00 Uhr morgens bis 01:00 Uhr nachts und am Wochenende ganztägig auf UKW 96,2 und im Livestream zu hören.

## Beschreibung
Radio F.R.E.I. ist Mitglied des Bundesverband Freier Radios (BFR). Als Nichtkommerzielles Lokalradio verzichtet es auf Werbung im Programm und ist im Rahmen eines Redaktionsstatuts zugangsoffen. Das gesamte Radioprogramm wird ehrenamtlich erstellt. Radio F.R.E.I. ist in der Rechtsform des gemeinnützigen Vereins organisiert und wird finanziert über Mitgliedsbeiträge und anteilige Förderung aus den Rundfunkgebühren.

## Sendungen in Fremdsprachen
Fixer Programmpunkt im fremdsprachlichen Angebot sind eine russische Informationssendung und das Afrikamagazin „African Spirit“. Zwischen Januar 2012 und Dezember 2021 strahlte Radio F.R.E.I. auch auf Esperanto Sendungen aus. Titel der Sendung: Turingio Internacia. Von Juli 2015 bis August 2021 gab es des Weiteren eine Lateinsendung namens Erfordia Latina.